# Бокиевка
Боки́евка (укр. Бокиївка) — село в Хмельницком районе Хмельницкой области Украины.
Население по переписи 2001 года составляло 409 человек. Почтовый индекс — 31264. Телефонный код — 3845. Занимает площадь 2 км². Код КОАТУУ — 6820980901.

## Местный совет
31264, Хмельницкая обл., Волочисский р-н, с. Бокиевка